# Pieve di San Giorgio di Valpolicella
La pieve di San Giorgio di Valpolicella, detta anche pieve di San Giorgio Ingannapoltron, è un antico luogo di culto cattolico situato a San Giorgio di Valpolicella, frazione di Sant'Ambrogio di Valpolicella, in provincia e diocesi di Verona. Annesso all'edificio religioso si trova un pregevole chiostro, conservatosi su tre lati, e un piccolo museo archeologico progettato dall'architetto Libero Cecchini.
L'analisi degli elementi a disposizione ha permesso di ipotizzare due principali fasi costruttive. Una prima fase longobarda, risalente all'VIII secolo, è testimoniata dalle iscrizioni presenti sul ciborio posto sopra l'altare maggiore. In questo periodo, San Giorgio venne probabilmente elevata al ruolo di pieve, assumendo funzioni religiose e amministrative di notevole importanza. Una seconda fase, che gli studiosi datano in modo variabile tra la fine del IX secolo e il XIII secolo, vide la chiesa modificata, ampliata e arricchita con elementi decorativi tipici dell'architettura romanica. Nel 1145, una bolla pontificia di papa Eugenio III, la Piae postulatio voluntatis, menziona per la prima volta San Giorgio con il titolo di pieve, confermando il suo ruolo religioso di riferimento per il territorio circostante.
Un elemento artistico di particolare pregio all'interno della pieve è il già citato ciborio, un manufatto costituito da elementi di epoca longobarda e ricostruito durante i restauri tra il 1923 e il 1924, che presenta archi decorati con bassorilievi raffiguranti motivi geometrici e figure simboliche. Di particolare interesse sono le iscrizioni su due delle quattro colonnine, che riportano il nome del re longobardo Liutprando, del vescovo Domenico e degli scultori Orso, Iuvintino e Iuviano.

## Storia

### Prime tracce di insediamenti
Tra il 1985 e il 1989, gli scavi archeologici condotti a est della chiesa hanno portato alla luce i resti di un insediamento ben più antico della chiesa stessa. In particolare, sono state rinvenute una capanna rettangolare risalente alla media Età del bronzo, probabilmente con elevato di legno, e alcune strutture dell'Età del ferro, utilizzate tra la fine del V secolo a.C. e l'inizio del II secolo a.C., tra le quali sono stati identificati un laboratorio metallurgico, una cisterna e un probabile ripostiglio per le derrate alimentari. Queste strutture presentavano la tipica forma a "casa retica", diffusa nei territori alpini e subalpini, caratterizzate dall'essere parzialmente scavate nella roccia e con pareti e tetti in lastre di calcare rosato, facilmente reperibile nella zona. Gli abitanti di questo villaggio, che mostrano influssi veneti nella fase più antica e locali con collegamenti all'area trentina nella più recente, erano dediti principalmente all'agricoltura, all'allevamento, all'artigianato e allo sfruttamento delle cave di pietra situate nel colle sottostante, e sono considerati gli antenati degli Arusnati, popolazione che si sarebbe insediata in Valpolicella durante il periodo romano.

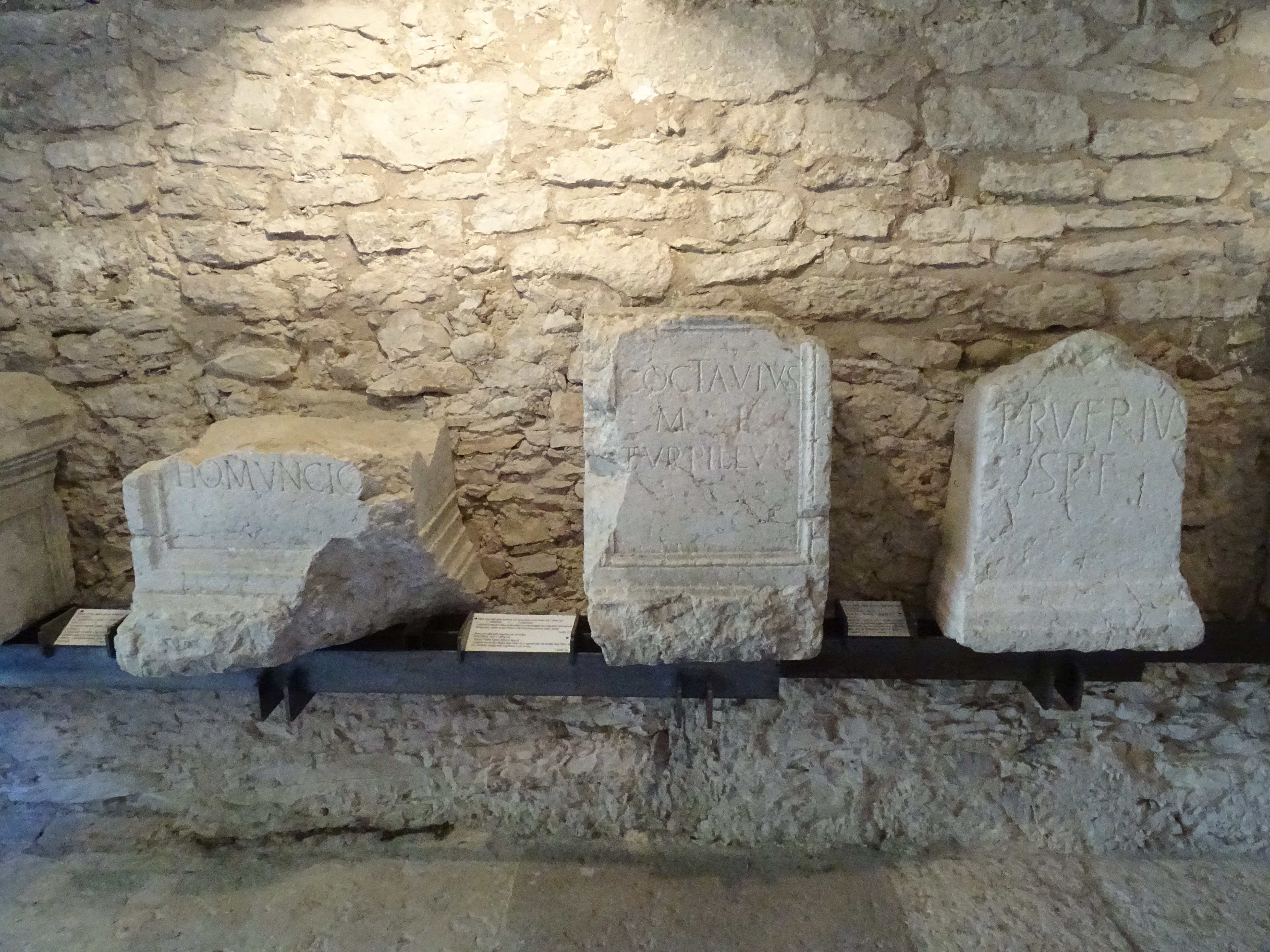
Alcune delle epigrafi di età romana conservate nel museo della Pieve

Durante gli scavi sono stati inoltre individuati i resti di un terrazzamento di epoca romana, oltre ad alcuni reperti datati tra la fine del I secolo a.C. e il I secolo che testimoniano l'utilizzo di ceramica di pregio e scambi commerciali con le regioni vicine. Le testimonianze più importanti dell'epoca romana a San Giorgio sono però le iscrizioni che, insieme a quelle rinvenute in altri siti della Valpolicella, offrono preziose informazioni sulla religione e sull'organizzazione amministrativa degli Arusnati. L'elevato numero di epigrafi rinvenute a San Giorgio (alcune reimpiegate come capitelli della chiesa) suggerisce che la località fosse il principale centro religioso del territorio degli Arusnati. Tra le divinità venerate che compaiono nelle epigrafi figurano Cuslanus, Ihamnagalle, Sqnnagalle e Lualda, nomi latinizzati che non corrispondono a divinità romane conosciute, ad eccezione di Lualda, forse associabile a Lua, dea romana legata a Saturno e protettrice dell'agricoltura. In particolare un frammento di lapide con l'iscrizione "LVALDAE", rinvenuto nel 1986 nel muro di collegamento tra l'abside centrale e quello settentrionale, conferma il culto di questa dea nella zona. Nella navata destra della chiesa, sotto una delle colonne, si trova poi un altare dedicato al Sole e alla Luna, eretto dal sacerdote Quintus Sertorius Festus. Sembra che solo gli Arusnati venerassero congiuntamente queste due divinità, probabilmente invocandole per la prosperità dei campi, per cui si ipotizza che si tratti di divinità locali venerate da tempo, alle quali fu dato un nome latino in seguito all'arrivo dei romani.
Alcuni dei reperti rinvenuti durante gli scavi sono esposti nel piccolo museo annesso alla pieve e negli spazi verdi sul retro delle absidi, dove si segnalano in particolare alcuni frammenti di lesene scanalate con capitello corinzio, appartenenti a una struttura romana, rinvenuti nel 1966 nei pressi della canonica. Una parte delle iscrizioni romane è invece conservata nel museo lapidario maffeiano e nel museo archeologico al teatro romano, a Verona.

### Luogo di culto longobardo

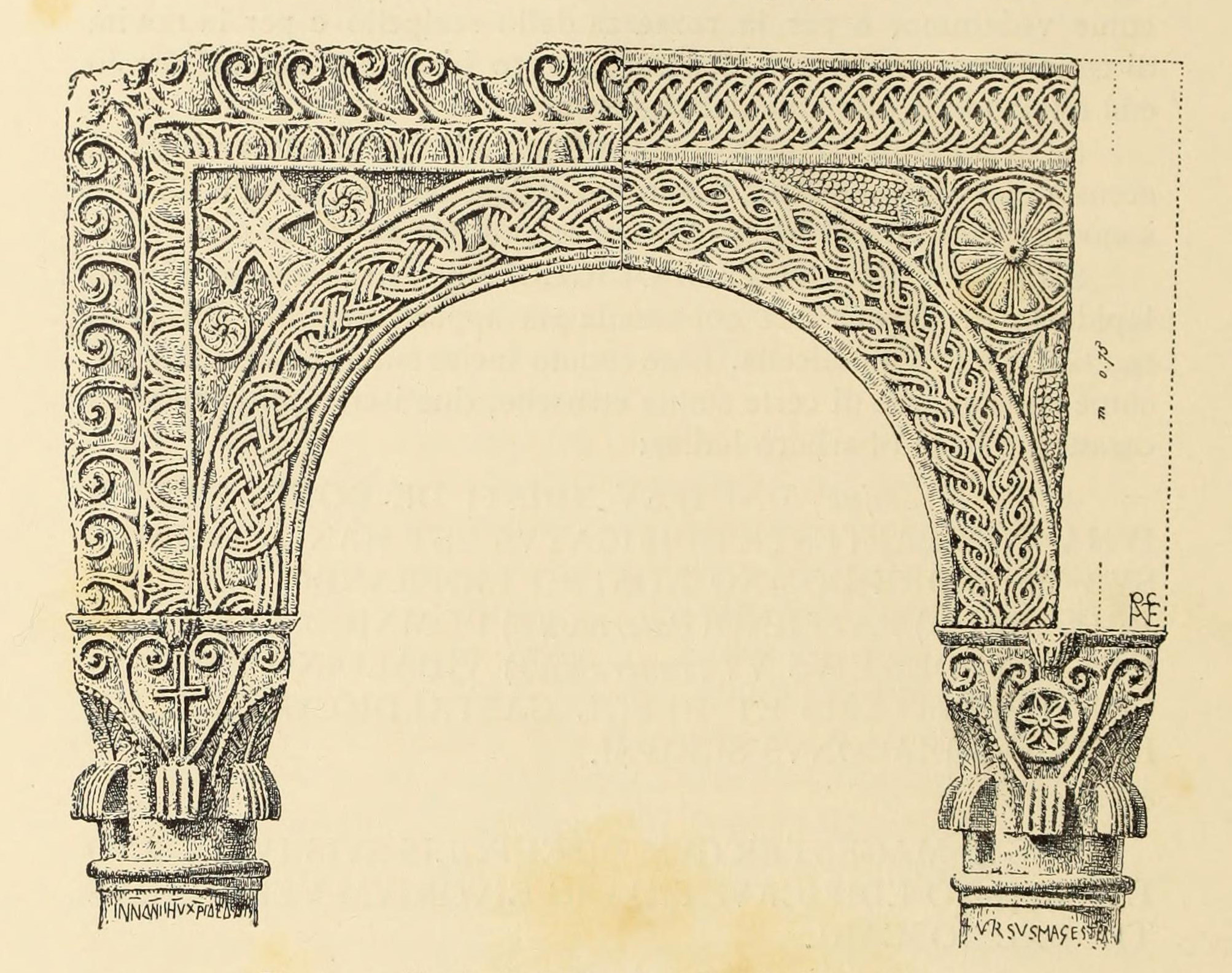
Rilievo del ciborio effettuato da Raffaele Cattaneo

Nonostante la scarsità di reperti, San Giorgio dovette mantenere un ruolo importante durante l'Alto Medioevo, almeno dal punto di vista religioso, come testimoniano i notevoli elementi di scultura altomedievale e le colonnine iscritte di epoca longobarda presenti nella chiesa. Probabilmente già in questo periodo San Giorgio assunse il ruolo di pieve, anche se non sono state trovate prove documentali. Le pievi erano chiese con rilevanti funzioni religiose e amministrative, per cui San Giorgio sarebbe stata dotata di un proprio clero e autorizzata alla formazione di nuovi chierici, a battezzare e a riscuotere la decima.
Le testimonianze longobarde più importanti sono le colonnine poste sull'altare principale, risalenti al regno di Liutprando (tra il 712 e il 744). Le iscrizioni su di esse forniscono informazioni sulla realizzazione del ciborio (ora posto sopra l'altare), finanziato da donazioni dei fedeli e dedicato a san Giovanni Battista. Questo ha fatto supporre l'esistenza di un fonte battesimale nella chiesa, rafforzando l'ipotesi del suo ruolo di pieve, o in alternativa che inizialmente l'edificio fosse dedicato a san Giovanni (e che pertanto il santo titolare sia stato cambiato in un secondo momento). La sistemazione attuale del ciborio, con i suoi archetti di stili e epoche diverse, è frutto di una ricostruzione del 1923-1924. La sua funzione originaria rimane un mistero: poteva essere destinato all'altare (e quindi sarebbe stato composto di 4 archetti), a un fonte battesimale (probabilmente con 8 archetti) o a un'iconostasi (ovvero a una balaustra composta da uno o più archetti, che aveva la funzione di separare le due parti della chiesa). È anche possibile che le colonnine fossero utilizzate per più di una di queste strutture, le quali potrebbero essere coesistite.

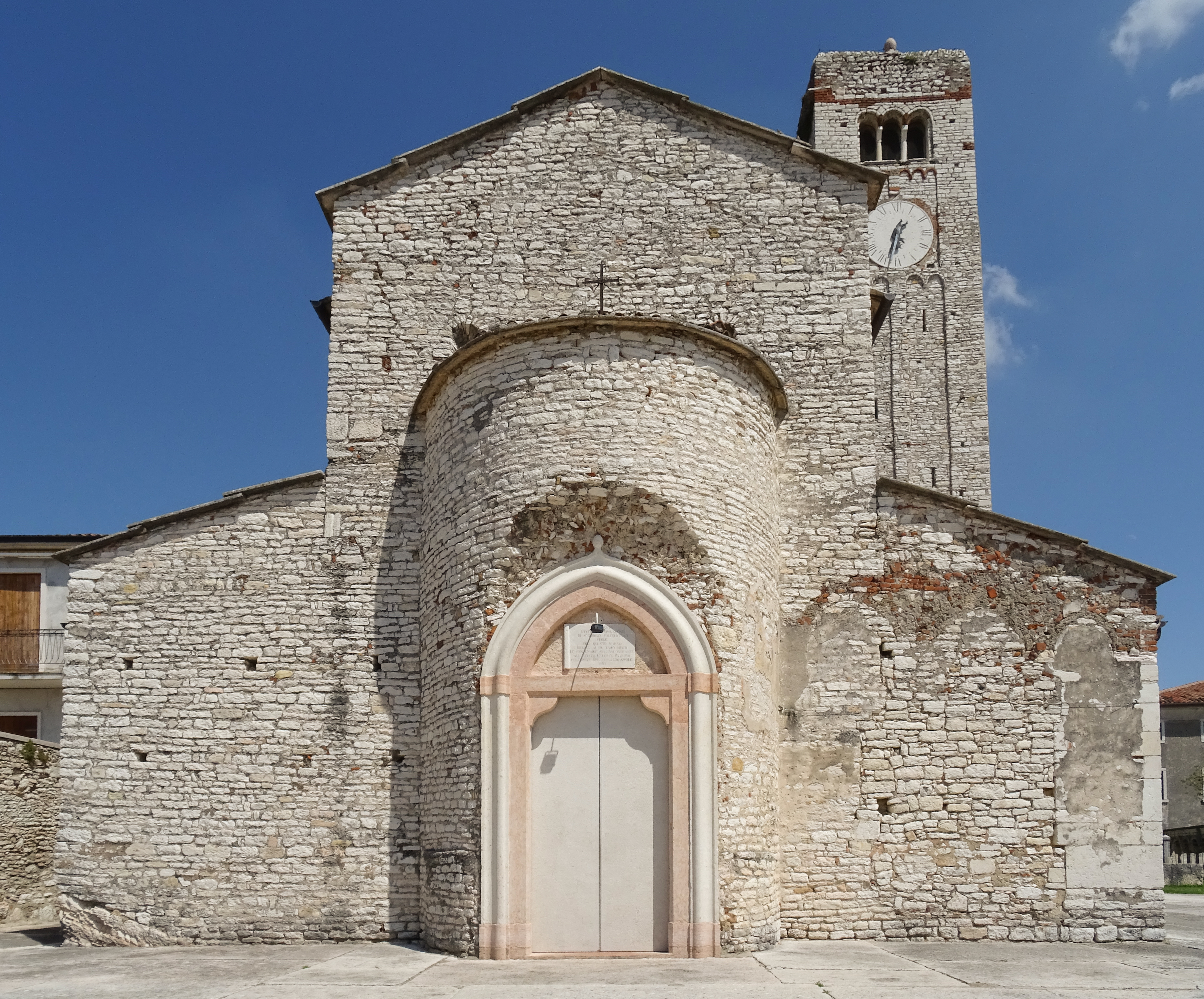
Facciata occidentale della chiesa, probabilmente risalente all'epoca longobarda

Un'ipotizzato orientamento iniziale della facciata verso levante e soprattutto le iscrizioni sulle colonnine del ciborio, fanno presupporre che l'attuale edificio cattolico sia quindi sorto su di un preesistente luogo di culto costruito in età longobarda. La prima fase costruttiva della chiesa risalirebbe quindi all'VIII secolo, anche se alcuni storici, in particolare Luigi Simeoni, collocano la sua fondazione addirittura nel VII secolo. A testimoniare il periodo longobardo, oltre al già citato ciborio, Alessandro Da Lisca (funzionario della locale Soprintendenza ai Monumenti che tra 1923 e 1924 curò il restauro dell'edificio) ipotizza che rimanga anche il muro di facciata rivolto verso occidente, con l'unica abside e le due finestrelle poste in alto.
Oltre alla pieve, in quest'epoca a San Giorgio era presente un castello longobardo, posto a capo di una sculdascia, ovvero una circoscrizione minore nell'ambito dei ducati, che disponeva di ampi poteri amministrativi, militari e giurisdizionali.

### Trasformazione romanica

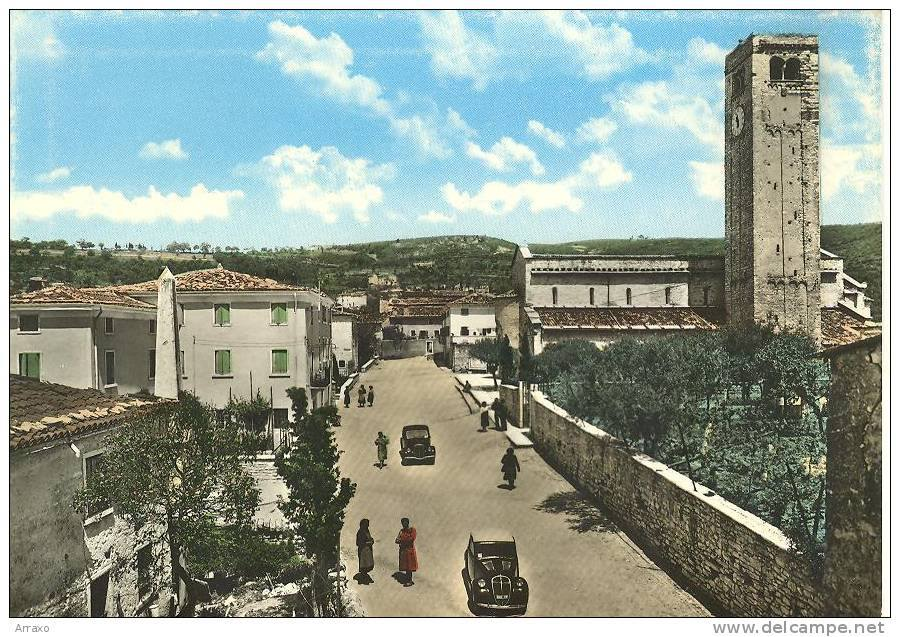
Il massiccio campanile romanico della pieve in una cartolina della prima metà del Novecento

La chiesa longobarda, verosimilmente, possedeva già un campanile, situato probabilmente nello stesso luogo di quello attuale, ma di dimensioni inferiori. Questo venne successivamente ricostruito o sopraelevato, assumendo le forme romaniche attuali. Alcuni studiosi, basandosi su confronti con altre torri campanarie del veronese, ipotizzano che il campanile di San Giorgio funse da archetipo per le altre, datandolo quindi tra la fine del XI e l'inizio del XII secolo; altri invece, basandosi sull'analisi stilistica delle decorazioni presenti, propendono per una datazione più tarda, tra la fine del XII e l'inizio del XIII secolo.
Tra il XII ed il XIII secolo, forse a causa del terremoto di Verona del 1117 o perché divenuta insufficiente alle esigenze dei fedeli, la chiesa longobarda fu in parte demolita e ricostruita anch'essa in forme romaniche. Dell'edificio precedente molto probabilmente si è conservata solo la parte occidentale con l'abside, decorata con un Cristo pantocrator di ispirazione bizantino-ottoniana. La nuova struttura venne chiusa sul lato orientale con tre absidi, in questo modo ne è risultato un edificio biabsidato sui lati corti, un unicum nel veronese ma tipologia piuttosto diffusa in Germania. A questa fase costruttiva appartengono anche il chiostro e la canonica con la sala capitolare, con pareti riccamente affrescate.
San Giorgio viene menzionata per la prima volta con il titolo di "pieve" in una bolla pontificia di papa Eugenio III datata 1145, che menziona la «plebem Sancti Georgii cum cappellis et decimis et familiis et dimidia curte», ossia la pieve con le sue cappelle, le decime, le famiglie e metà della corte.
Una nuova fase di interventi all'interno dell'edificio sacro deve essere avvenuta nel XIV secolo, infatti la maggior parte degli affreschi che ancora sono visibili sembrano risalire a quel periodo, con l'esclusione del Cristo pantocrator nell'abside occidentale e dell'Ultima Cena lungo la navata meridionale.

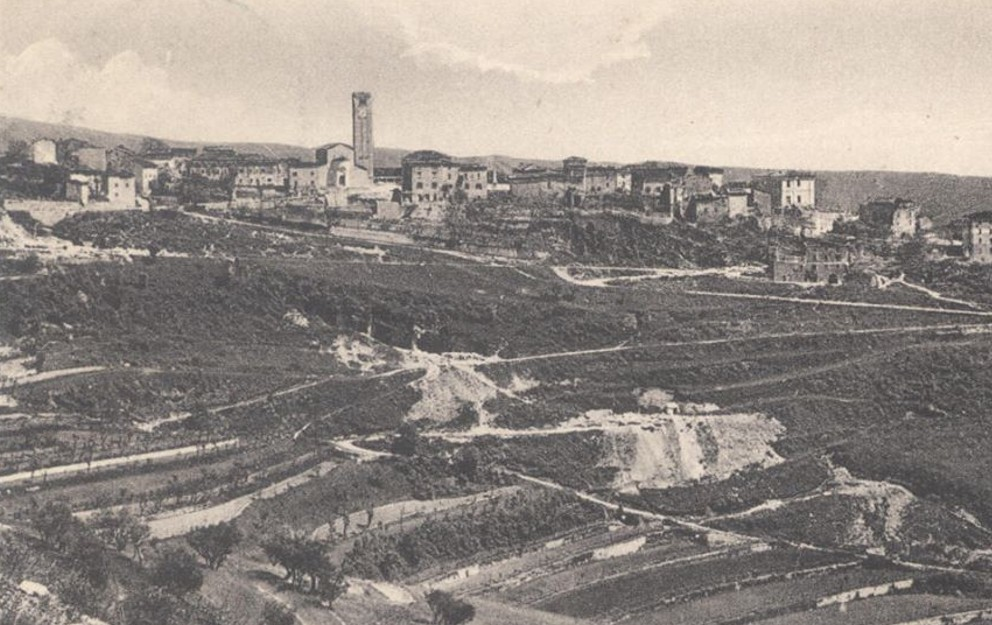
L'abitato di San Giorgio di Valpolicella, su cui svetta il campanile della pieve, in una fotografia di inizio Novecento

Nel 1456 il vescovo di Verona Ermolao Barbaro compì una visita pastorale alla pieve, da cui è possibile ricavare importanti informazioni. Innanzitutto si apprende che l'arciprete della pieve di San Giorgio, a causa del progressivo spopolamento della collina a favore dei centri abitati della vallata, aveva trasferito la sua residenza a Sant'Ambrogio di Valpolicella; l'antica pieve continuava comunque a essere utilizzata per l'amministrazione dei sacramenti, in particolare per il battesimo, ma le funzioni ordinarie erano celebrate da un cappellano. Infine, dagli atti della visita pastorale si ricava l'elenco delle cappelle soggette alla pieve, che in quel momento erano Sant'Ambrogio, San Zeno a Cavalo, Santa Lucia a Dolcè, San Martino a Volargne, San Pietro a Ponton, San Nicolò a Monte, Santa Maria a Gargagnago e San Bartolomeo a Mazzurega.
Durante tutto il Basso Medioevo la pieve di San Giorgio fu infatti a capo di uno dei "piovadeghi" in cui era divisa amministrativamente il Vicariato della Valpolicella. Ognuna di queste circoscrizioni orbitava attorno a una pieve che ne rappresentava il centro; insieme a essa ricoprivano questo ruolo anche la pieve di San Floriano e la pieve di Negrar.

### Studi e restauri moderni

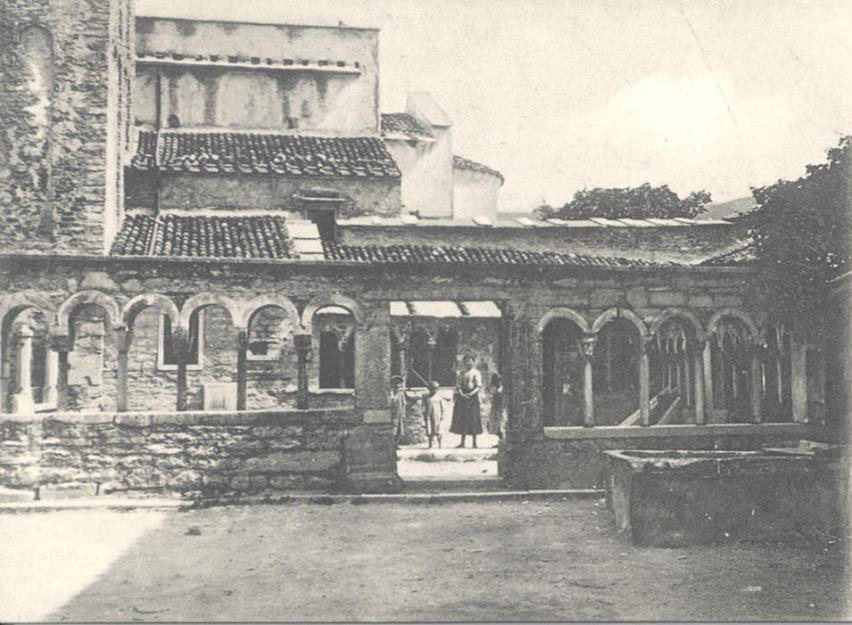
Il chiostro della pieve in una fotografia d'epoca

La colonnina con l'iscrizione che menziona Liutprando ha attirato l'attenzione degli studiosi fin dal XVII secolo. Scipione Maffei, illustre erudito veronese, la prelevò nel Settecento per arricchire il lapidario dell'Accademia Filarmonica di Verona (poi confluito nel museo lapidario maffeiano), insieme ad altre iscrizioni romane, tra cui quella dedicata al Sole e alla Luna, riportata al suo posto originario nella chiesa solamente durante i restauri degli anni 1920.
Nell'Ottocento, lo studio di Girolamo Orti Manara fu particolarmente importante, soprattutto per le sue accurate descrizioni e i rilievi planimetrici e grafici. Manara scoprì inoltre la colonnina del ciborio con l'iscrizione «In nomine domini [...]» nel cosiddetto "orto del Rettore" e descrisse il rinvenimento di una tubatura in piombo nei pressi della canonica, che ipotizzò fosse destinata a raccogliere le acque di una sorgente.
Nella seconda metà del secolo, in vista dei previsti interventi di restauro, furono condotte ulteriori indagini da parte di storici dell'arte e dell'architettura che, nel corso degli anni, portarono al rinvenimento degli archetti scolpiti. Il più importante intervento di restauro ebbe luogo tra il 1923 e il 1924, sotto la direzione dell'architetto Alessandro Da Lisca: in quest'occasione vennero rifatti il tetto e le finestre, e ricostruito il ciborio. Negli anni sessanta del Novecento vennero alla luce dei manufatti lapidei risalenti all'epoca romana, dissotterrati nei pressi della canonica.
A partire dal 1985 vennero condotti alcuni scavi archeologici all'esterno della chiesa, in prossimità della facciata triabsidata: fu in questa occasione che furono rinvenute la capanna dell'Età del bronzo e diverse abitazioni e il laboratorio per la lavorazione dei metalli dell'Età del ferro. Questa scoperta diede l'impulso alla realizzazione di un percorso di visita e del museo archeologico della pieve. I lavori, progettati e diretti dall'architetto Libero Cecchini e finanziati dalla Banca Popolare di Verona, si conclusero nel 1994. Lo stesso architetto disegnò, tra 2006 e 2007, un nuovo portale in pietra, dotato di apertura automatica elettrica, che sostituì il precedente portale in legno della facciata occidentale.

## Descrizione

### Fasi costruttive

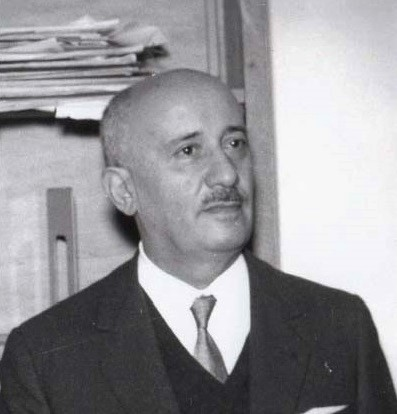
Wart Arslan, uno dei principali studiosi dell'architettura romanica veronese

Le numerose indagini condotte dagli studiosi sulla struttura della pieve hanno portato all'elaborazione di diverse teorie circa la datazione del complesso. L'assenza pressoché totale di elementi decorativi, infatti, rappresenta un ostacolo considerevole per chi tenti di stabilire la datazione attraverso il confronto stilistico. Inoltre, l'impiego del medesimo materiale e della stessa tecnica costruttiva rudimentale nelle murature rende impossibile individuare distinzioni tra la parte più antica e quella più recente, ostacolando così il riconoscimento degli elementi originari dell'edificio longobardo rispetto a quelli di epoca successiva.
Lo studioso Wart Arslan, nel suo volume L'architettura romanica veronese, osserva come l'altezza uniforme di tutte le arcate interne e la regolarità delle murature perimetrali, unite al particolare innesto delle absidi nelle pareti - soluzione mai adottata in precedenza nel territorio veronese ma che richiama invece modelli già utilizzati nelle chiese biabsidate ottoniane e carolinge dell'VIII e IX secolo, come l'abbazia di Saint-Riquier in Normandia, l'abbazia di Fulda, l'abbazia di Obermünster a Ratisbona, la cattedrale di Worms e molte altre - inducano a ipotizzare che San Giorgio sia una di quelle chiese biabsidate sorte anche in Italia tra il X e il XII secolo. Pertanto, secondo Arslan, non resterebbe nulla della costruzione longobarda originaria, e l'edificio attuale sarebbe da attribuirsi interamente al periodo romanico, probabilmente all'XI secolo.
La tesi sostenuta da Arslan si differenzia in modo sostanziale da quella comunemente accettata dalla maggior parte degli studiosi, tra cui Cipolla, Simeoni, Porter e Da Lisca, che ipotizzano invece due distinte fasi costruttive. Della prima fase, risalente all'incirca all'VIII secolo e raro esempio di basilica longobarda, rimarrebbe la parte occidentale del complesso, mentre la parte orientale triabsidata rappresenterebbe un ampliamento e una trasformazione successivi, databili all'epoca romanica (che i vari storici datano variamente tra il IX e il XII secolo, il Da Lisca addirittura al XIII). Effettivamente, due differenze molto significative distinguono la parte orientale da quella occidentale della chiesa: la prima consiste nell'utilizzo di colonne al posto dei pilastri nella sezione ampliata; la seconda, nell'innalzamento del pavimento in corrispondenza dell'inizio delle colonne.
In questo caso, inoltre, si ipotizza che la chiesa fosse originariamente orientata in direzione opposta all'attuale, ovvero con la facciata verso est e il presbiterio absidato verso ovest, dove si trova l'ingresso attuale all'aula. L'edificio primitivo doveva estendersi quindi dalla facciata occidentale fino all'attuale gradino interno, con il campanile che sarebbe stato inglobato nella struttura durante la fase di ampliamento romanico della chiesa.

### Esterno

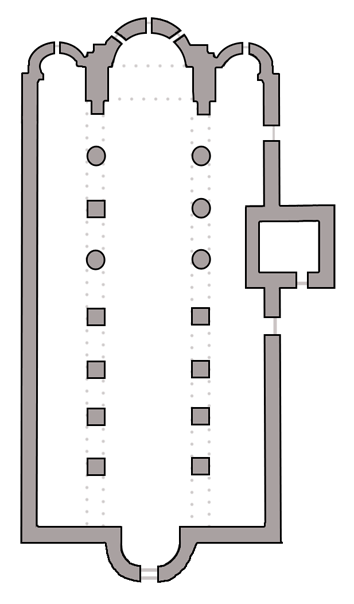
Pianta della chiesa e del campanile

La pieve si caratterizza per la sua facciata a salienti rivolta ad occidente, che presenta una particolarità: un'abside emergente, vestigia dell'edificio longobardo, che ospita il portale d'ingresso goticheggiante a sesto acuto, in calcare bianco e rosso, aggiunto nella prima metà del XIX secolo. In precedenza, infatti, l'accesso all'aula avveniva attraverso la porta posta sul fianco meridionale, direttamente dal chiostro. Sono ancora visibili resti della precedente sistemazione della facciata negli archetti, ora murati, situati nella muratura a destra dell'abside e nelle tracce di due alte finestre che nell'Ottocento si aprivano ai lati della stessa.
I semplici prospetti esterni, privi di intonaco, si mostrano in tutta la loro matericità, rivelando la storia costruttiva dell'edificio e la sua profonda connessione con il territorio. Le strutture murarie, realizzate a filari orizzontali di lastre di pietra calcarea locale a spacco, rivelano infatti le stratificazioni di diverse fasi costruttive. Una serie di strette monofore strombate percorrono la parte alta del fianco meridionale della navata maggiore, mentre sui fianchi la muratura si eleva fino a nascondere le falde del tetto. Le emergenze dei volumi absidali connotano il fronte orientale, in ciascuno dei quali si aprono monofore con archetto a tutto sesto.
Il manto di copertura a due falde della navata centrale, composto di coppi in laterizio, è sorretto da una serie di dieci capriate lignee a vista, le cui testate poggiano su mensole in pietra. Le navate laterali sono invece coperte da un unico spiovente sorrette da puntoni di legno incastrati nelle murature. Le uniche eccezioni di strutture di copertura non costituite da elementi lignei sono rappresentate dalle semicalotte sferiche in muratura di pietra delle quattro absidi.

#### Chiostro

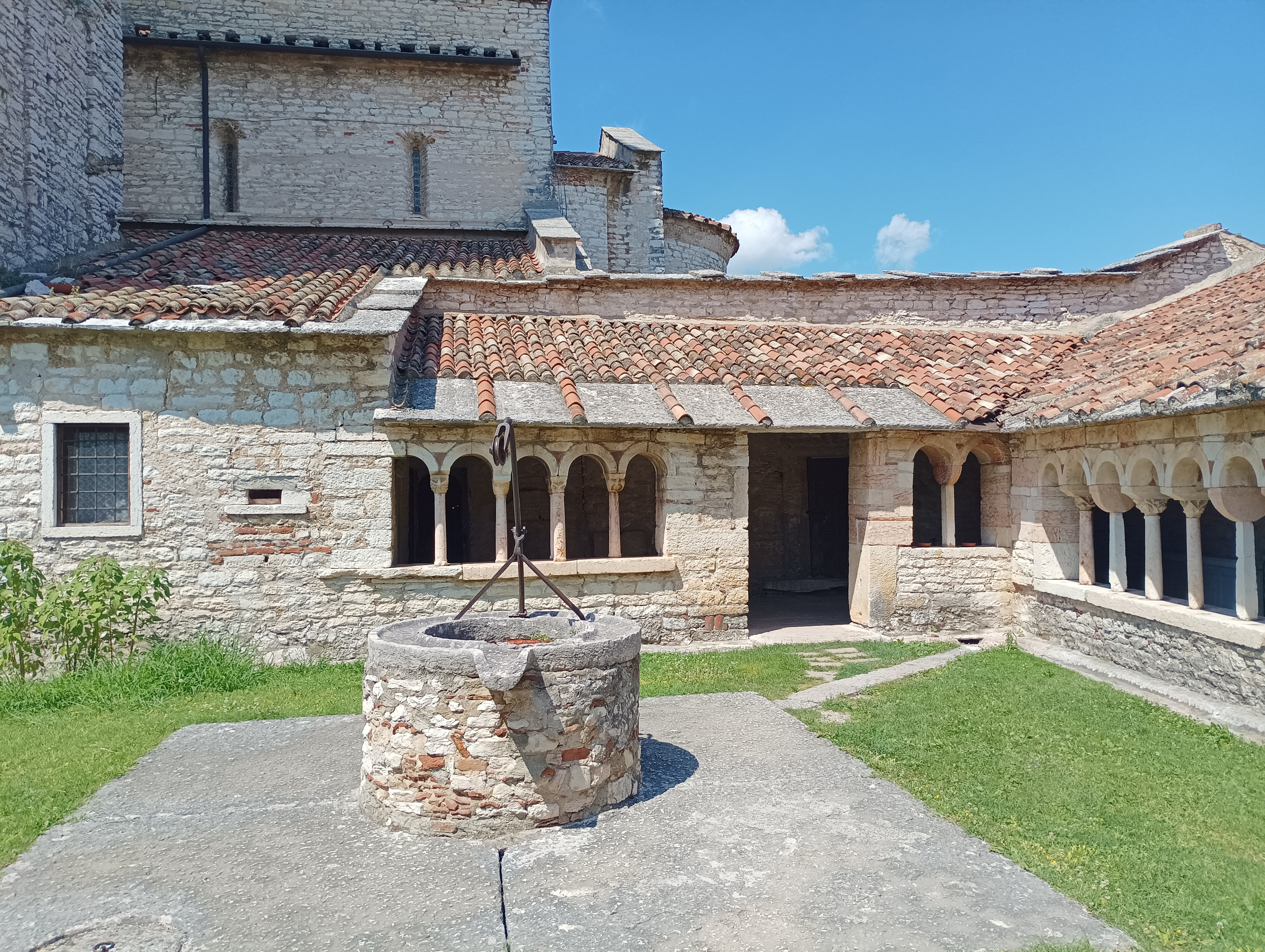
Il chiostro situato lungo il lato meridionale della pieve

Il chiostro, situato lungo il fianco meridionale della chiesa, è di forma grossomodo quadrata con un pozzo rustico al centro e si conserva intatto per tre lati. Esso viene datato al XII secolo in quanto presenta numerose analogie con quello veronese della chiesa di San Giovanni in Valle.
I bracci nord ed est sono coperti da un tetto sostenuto da archetti a sesto leggermente ribassato. Questi archetti poggiano su esili colonnine, in alcuni casi binate, che a loro volta poggiano su un muretto continuo. Il lato più interessante del chiostro è quello est, dove il colonnato presenta quattordici arcate suddivise a metà da un pilastro. Le colonne sono sormontate da capitelli con una grande varietà di forme: capitelli "a stampella", frequentemente utilizzati sui campanili di questo periodo; capitelli cubici o troncoconici, decorati con animali, mascheroni e foglie sui quattro lati; capitelli corinzi, con caulicoli e grosse foglie. Alcuni dei capitelli sono sormontati da abachi particolarmente semplici, tipici dell'inizio del XII secolo.
All'interno del braccio orientale, il chiostro si collega all'antica canonica realizzata in calcare, materiale impiegato per la maggior parte delle antiche architetture di San Giorgio. Nella stessa area si trova la sala capitolare, impreziosita da alcuni affreschi del XIV secolo raffiguranti motivi a nodi, a stelle, a scudi e versetti tratti dal Vangelo, scritti in caratteri gotici inseriti all'interno di cerchi.

#### Torre campanaria

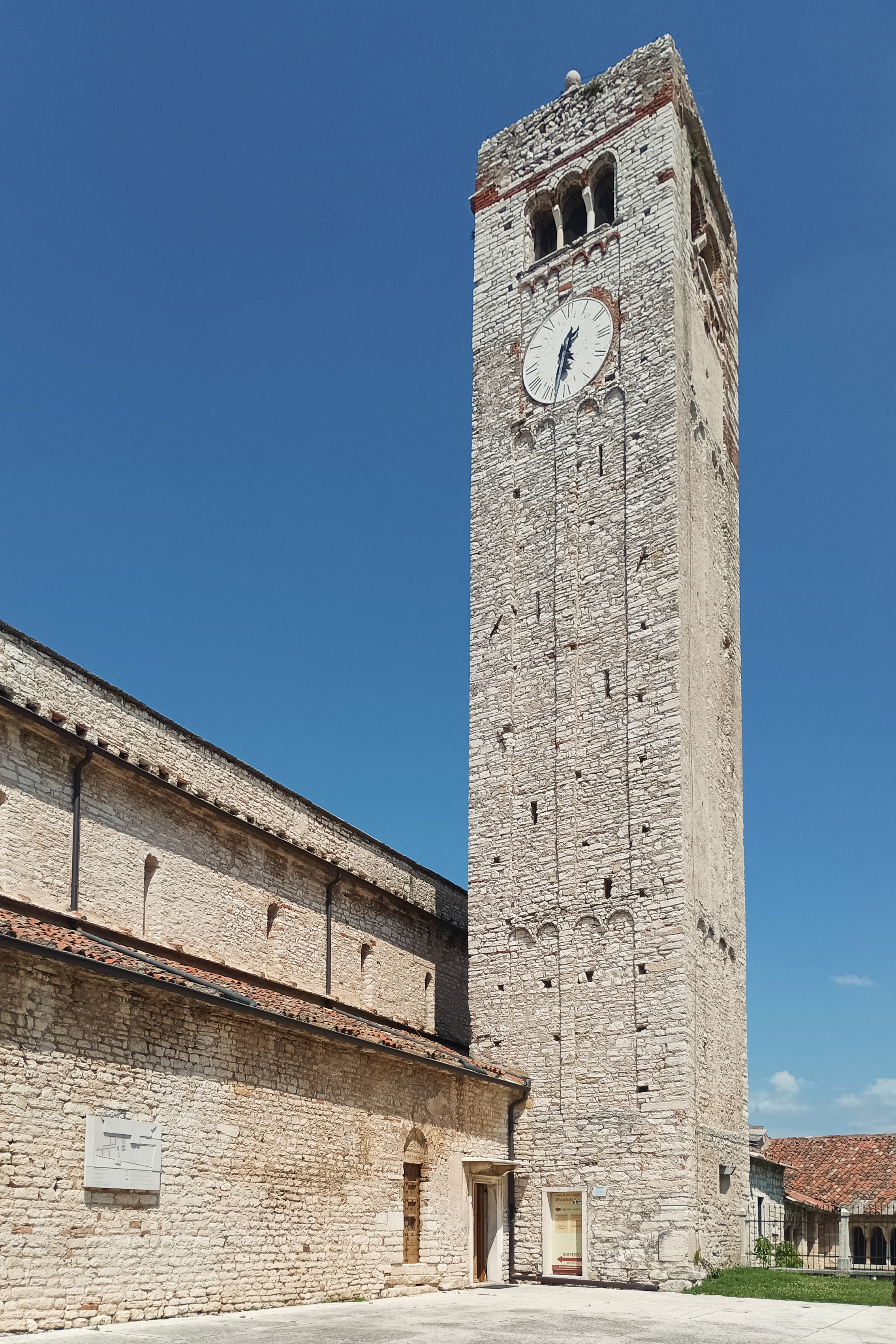
La torre campanaria

Il campanile, eretto in pietra calcarea locale, sorge lungo il lato meridionale della chiesa, in parte inserito nella navata destra, dominando il panorama circostante con la sua figura slanciata.
Le sue origini sono poco chiare: alcuni studiosi ipotizzano che la chiesa longobarda originaria fosse già dotata di una torre campanaria, situata nello stesso luogo, ma di dimensioni inferiori. In una data imprecisata posta tra l'XI e il XIII secolo, questa struttura venne ricostruita o sopraelevata, assumendo la forma romanica che la caratterizza ancora oggi. Due sono le ipotesi principali che si contendono la datazione del campanile: alcuni, basandosi sulla somiglianza con altri campanili veronesi (per esempio con quelli della basilica di San Zeno, la pieve di San Floriano e quella di San Martino di Negrar), lo collocano tra la fine dell'XI secolo e i primi anni del XII secolo; altri invece, analizzando i pochi elementi decorativi presenti, propendono per una datazione compresa tra la fine del XII e gli inizi del XIII secolo.
Indipendentemente dalla datazione, il campanile di San Giorgio rappresenta un prezioso esempio di architettura romanica veronese. Di pianta quadrata, è caratterizzato da lesene angolari e una centrale di minori dimensioni, che accentua il verticalismo della struttura. La torre si sviluppa su quattro ordini, scanditi da cornici marcapiano decorate con archetti pensili, che conferiscono ritmo alla superficie e rimandano a motivi ornamentali tipici del romanico maturo veronese. La cella campanaria, molto semplice, è caratterizzata da bifore e trifore a tutto sesto con capitelli a stampella disposte sui quattro lati, anche queste elementi distintivi del periodo, e da un piccolo orologio sul lato ovest. La cella, infine, è coperta da un tetto a due falde in coppi.

### Interno

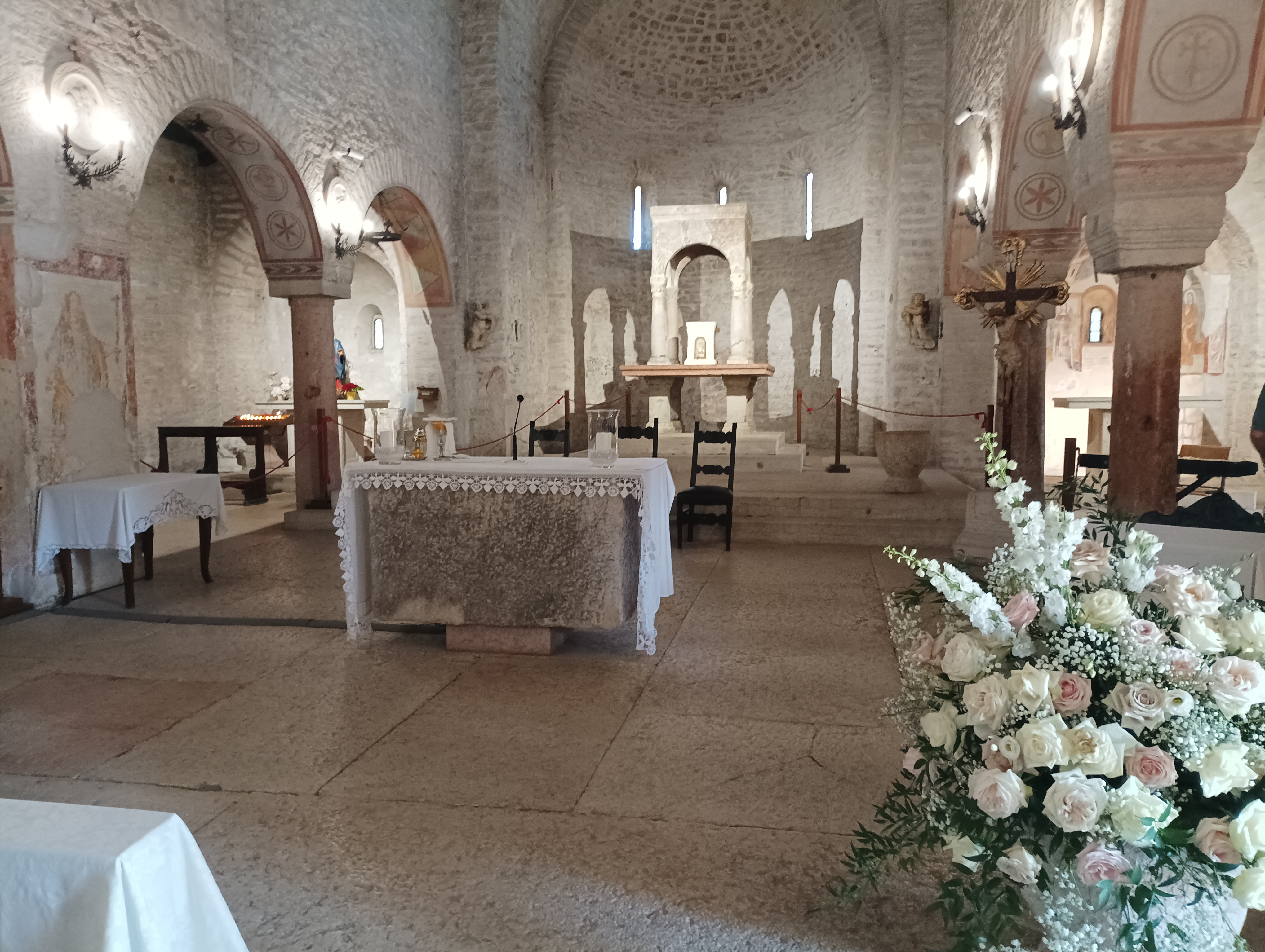
La navata centrale della pieve, terminante nell'abside in cui si trova il ciborio longobardo

La chiesa mostra una pianta basilicale a tre navate, con quella centrale di larghezza doppia rispetto alle laterali. Questa suddivisione è evidenziata dalla doppia fila di otto archi a tutto sesto poggianti su pilastri a sezione rettangolare e su colonne, queste ultime disposte in prossimità della zona presbiteriale. L'andamento longitudinale della basilica è accentuato dalla presenza di due absidi maggiori semicircolari poste alle estremità orientale e occidentale della navata centrale; inoltre all'estremità orientale sono presenti due absidi di minori dimensioni in corrispondenza delle navate laterali. La contro-abside occidentale, posta in corrispondenza dell'attuale ingresso principale, consente di definire questa pianta singolare come biabsidata sull'asse maggiore. Le arcate che separano le navate sono caratterizzate da sobri pilastri privi di modanature e colonne, con capitelli composti da semplici blocchi squadrati o di spoglio, ricavati da cippi romani reimpiegati, che conferiscono un aspetto semplice e austero all'ambiente. Sul fianco meridionale, dove si eleva il campanile parzialmente inglobato nella navata, si aprono tre ingressi minori, di cui uno parzialmente murato.
L'illuminazione interna è piuttosto tenue, ottenuta da strette monofore aperte nella parte alta della navata centrale e dalle absidi orientali. Le pareti interne, rivestite da una leggera scialbatura, permettono di scorgere la tessitura muraria. Si trovano inoltre pregevoli decorazioni ad affresco, presenti principalmente lungo la navata meridionale, nell'abside occidentale e nei sottarchi, che contribuiscono ad arricchire l'apparato decorativo.

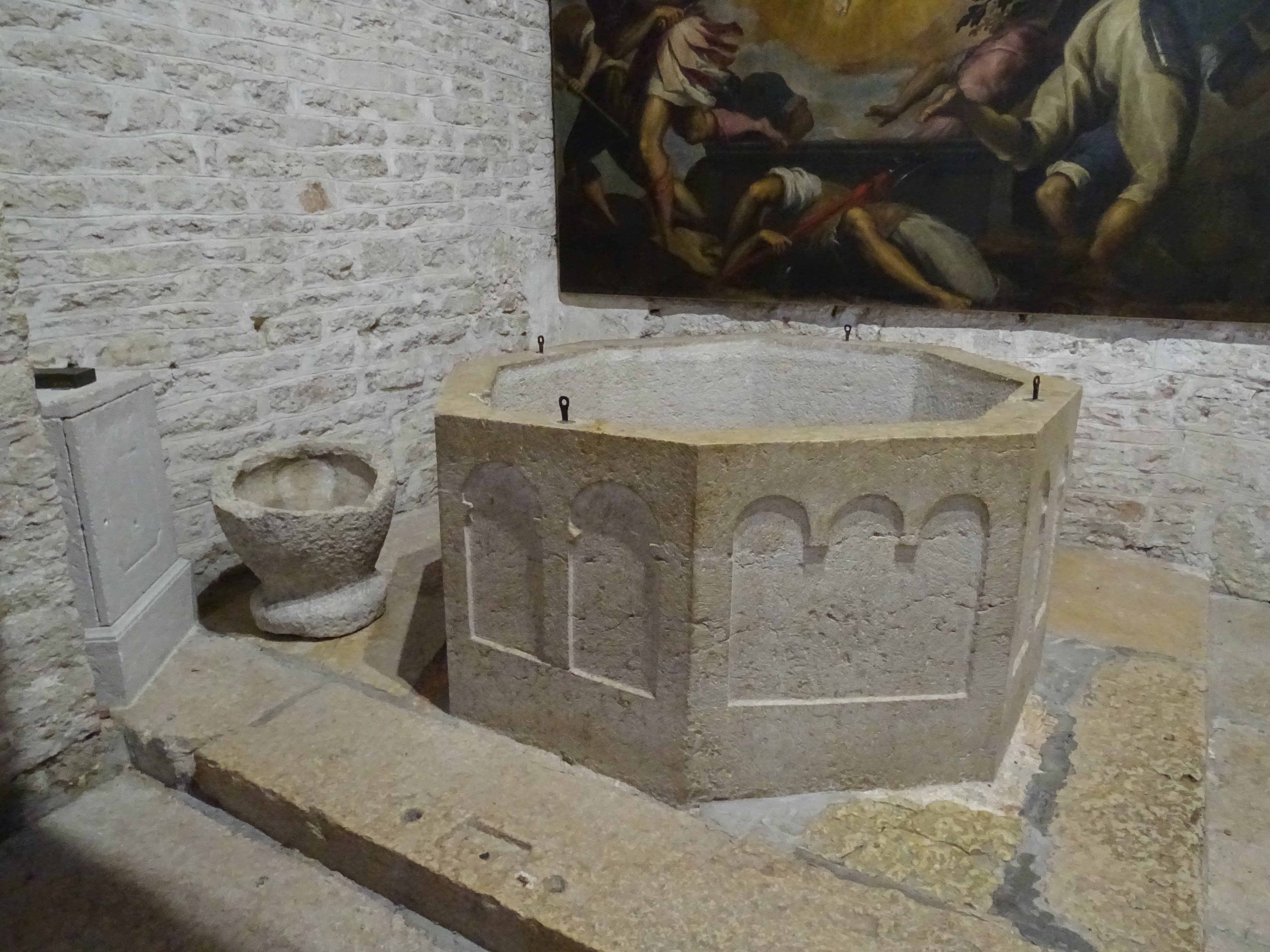
La fonte battesimale nella sua posizione attuale

La pavimentazione dell'ambiente interno è composta da lastroni rettangolari di pietra calcarea locale. La parte orientale presenta un dislivello di circa 20 cm, e altri due scalini sono presenti nella zona dell'abside maggiore. Un elemento peculiare è la lastra circolare di diametro 2,60 m situata presso l'ingresso principale, la cui funzione originaria è ancora dibattuta: secondo alcune ipotesi, poteva indicare il seggio di un pubblico funzionario o la posizione del fonte battesimale ottagonale del XII secolo, attualmente posto in un angolo della chiesa.
L'altare maggiore presenta una mensa formata da una lastra di pietra recante un'iscrizione piuttosto deteriorata che attesta la sua consacrazione, avvenuta probabilmente nell'agosto del 1412. Considerata tra le più antiche del veronese, venne rinvenuta abbandonata all'esterno dell'edificio sacro e reinstallata durante i lavori di restauro del 1923-1924. Sopra di essa poggia il pregevole ciborio longobardo che domina l'abside principale. Nel presbiterio si trova inoltre un ambone in pietra locale con croce scolpita, risalente forse all'Alto Medioevo, mentre nel muro dell'abside principale è presente un tabernacolo di stile tardogotico che presenta un'elaborata decorazione con figure di santi e simboli religiosi.

#### Affreschi

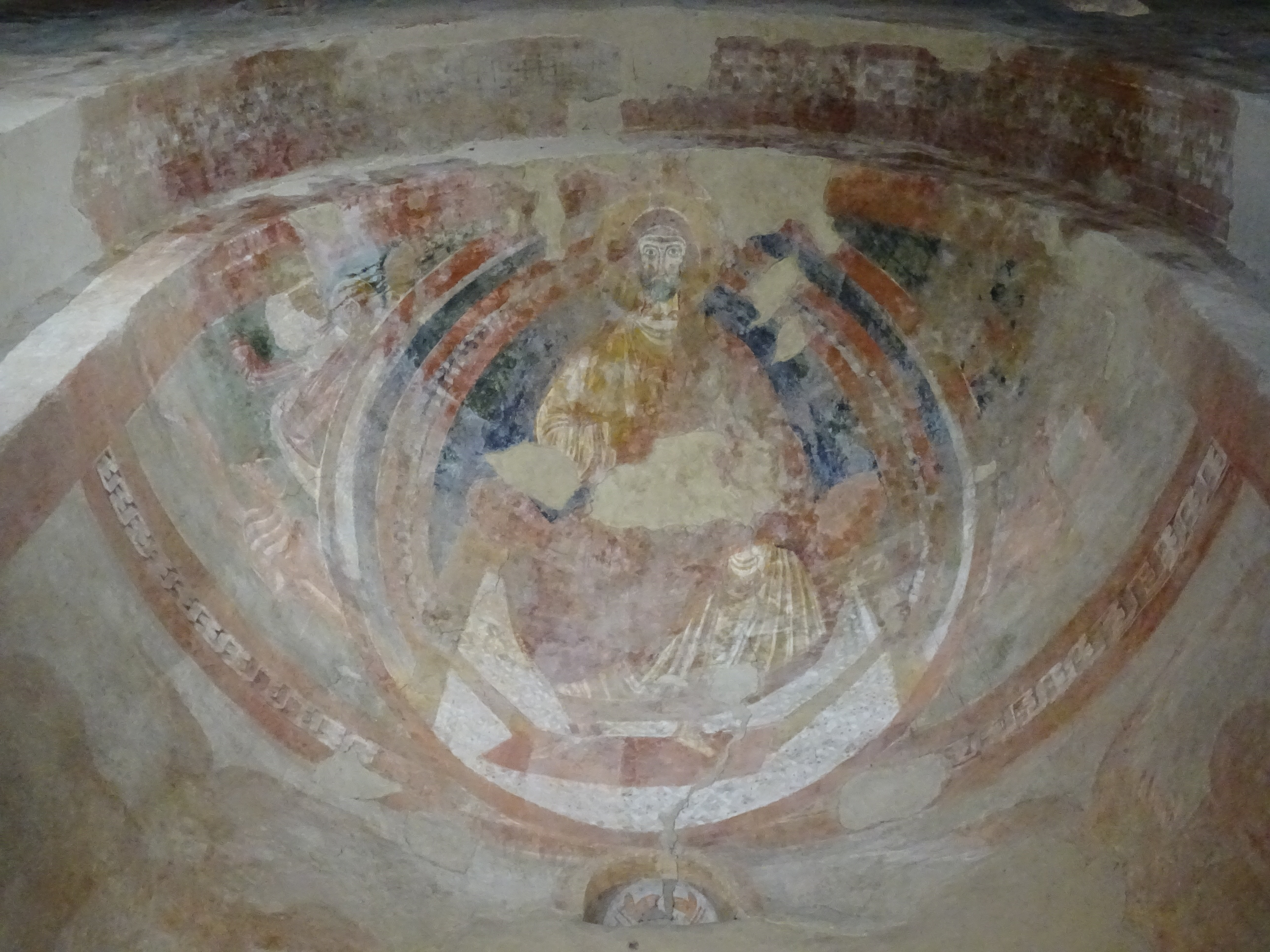
Particolare dell'abside occidentale, con il Cristo pantocrator

L'abside occidentale della basilica costituisce un elemento centrale per il suo prezioso apparato decorativo pittorico, risalente forse addirittura all'XI secolo (secondo Wart Arslan, Pietro Toesca e Carlo Cipolla), e comunque al massimo al XII secolo. La figura centrale di Cristo pantocrator domina la scena, inserita all'interno di una mandorla rossa e circondata da figure simboliche la cui identificazione risulta incerta, che potrebbero rappresentare gli Evangelisti. Figure di angeli alati completano la scena, mentre sulle pareti laterali dell'abside sono raffigurati santi, un giovane soldato e, forse, tre profeti.
I pilastri che separano le navate centrale e destra fungono da supporto a una serie di affreschi risalenti per lo più al XIV secolo. Tra le figure più significative troviamo Santa Caterina martire (primo pilastro partendo dall'ingresso), un vescovo con mitra e pastorale (secondo pilastro), la Madonna in trono col Bambino e sant'Antonio Abate (terzo pilastro), la Madonna della Misericordia che protegge con il suo manto due devoti e, probabilmente, San Bartolomeo (quarto pilastro) e Maria Maddalena con un crocifisso nella mano sinistra (quinto pilastro).

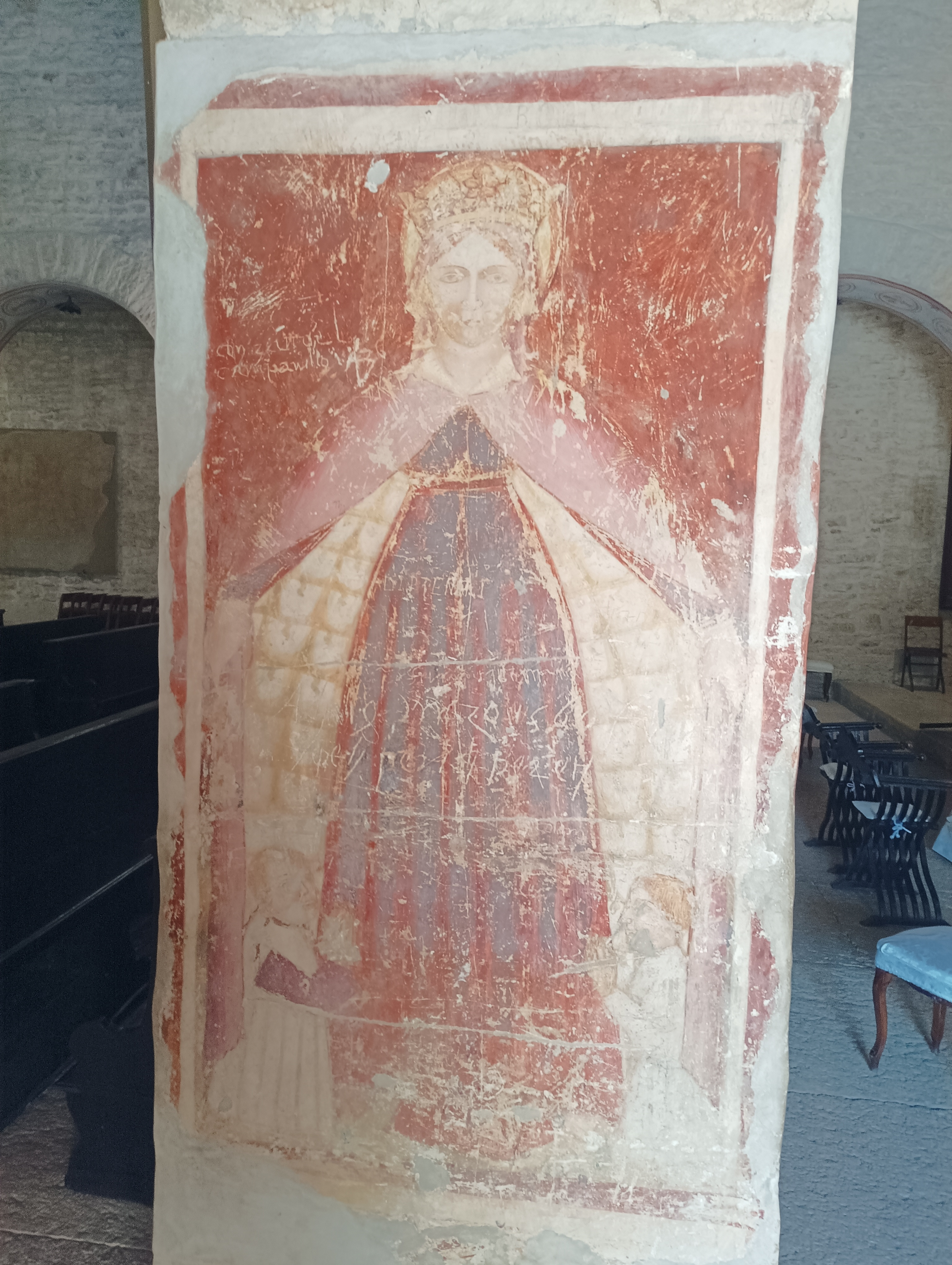
La Madonna della Misericordia sul quarto pilastro di destra

Sulla parete della navata destra cattura l'attenzione un'Ultima Cena frammentaria, datata al XIV secolo. Gli apostoli, disposti in piedi dietro la tavola imbandita, sono impegnati in gesti quotidiani come il versare il vino e il tagliare il pane. La figura di Cristo, seppur parzialmente danneggiata, emerge come centro della composizione.
Un altro affresco di particolare interesse, sempre del XIV secolo, si trova sulla parete vicino alla porta che conduce al chiostro, e raffigura una scena di difficile interpretazione. L'uomo seminudo a sinistra potrebbe essere Adamo nell'atto di cogliere il frutto proibito, mentre a destra, in un piccolo edificio, si trova un gruppo di tre figure. Secondo alcune interpretazioni, la scena rappresenterebbe l'allontanamento di Adamo ed Eva dal Paradiso terrestre o la consegna di Adamo redento a Cristo. L'abside della navata destra conserva invece un affresco raffigurante la Vergine col Bambino nel catino e una serie di santi più in basso, databile al XIII secolo o agli inizi del successivo.
Tra i dipinti spicca la Resurrezione di Cristo, attribuito a Palma il Giovane e collocato vicino al fonte battesimale; quest'opera, originaria di Venezia, fu trasferita qui nel 1840. Sulla parete sinistra della navata, invece, si trova il Martirio di San Giorgio, un dipinto di minor rilevanza artistica realizzato da Giovanni Battista Lanceni entro il 1720. L'artista, tra l'altro, realizzò altre opere minori presenti nella chiesa.

##### L'Ultima Cena

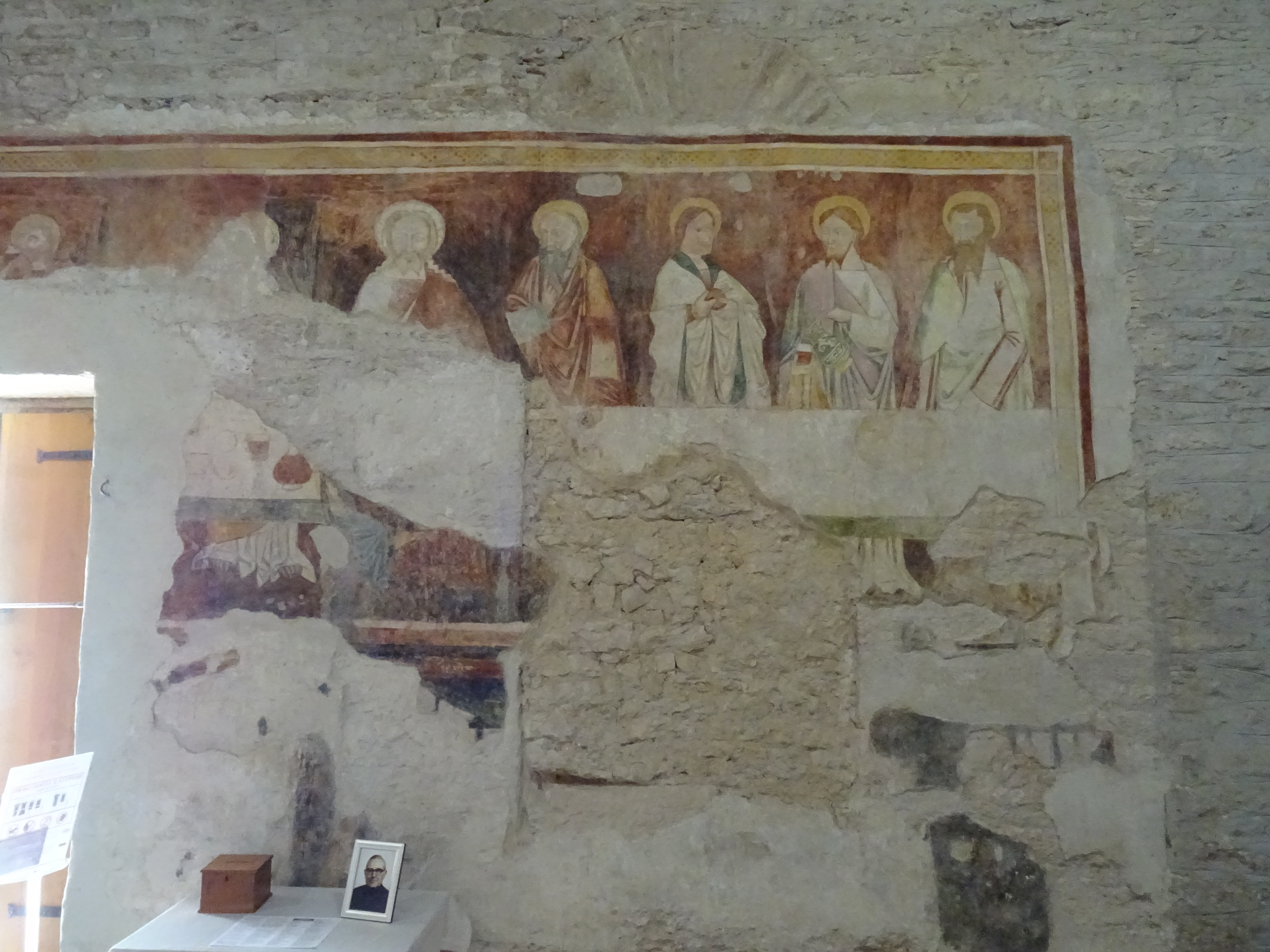
L'affresco raffigurante l'Ultima Cena

Sulla parete meridionale della chiesa, lungo la navata destra, si trova un affresco databile al XIV secolo o, al massimo, ai primi anni del XV secolo, che raffigura un'Ultima Cena caratterizzata da figure che dialogano tra loro e sono intente a versare e bere del vino rosso e a tagliare e mangiare del pane e della frutta. Purtroppo l'affresco ha risentito degli interventi che la pieve ha subito nel corso dei secoli, in particolare di un'apertura realizzata successivamente che comportò la rimozione di una parte dell'affresco sulla sinistra. Infiltrazioni di umidità successive hanno causato la caduta di alcune porzioni di intonaco e un aggravamento delle condizioni di conservazione della pellicola pittorica, in particolare nella parte centrale e inferiore dell'opera. Recenti restauri hanno comunque permesso di consolidare l'affresco e di migliorarne la leggibilità, permettendone così una valutazione dal punto di vista iconografico e stilistico.
Cristo, come di consueto, è posto al centro della scena, circondato dai suoi apostoli. Nonostante la parte inferiore del corpo sia andata perduta e una parte centrale del dipinto sia mancante, la presenza di parte della veste di Giuda dinnanzi a Gesù suggerisce che sia stato raffigurato il momento della predizione del tradimento, come confermato anche dall'atteggiamento inquieto di un apostolo che distoglie lo sguardo e alza la mano. Gli altri apostoli, invece, sono vivacemente immersi in conversazioni tra loro, incuranti di quanto sta accadendo. C'è chi beve vino rosso e chi lo versa nel bicchiere, chi taglia del pane o della frutta e chi mangia. Un aspetto peculiare di quest'opera è la raffigurazione di una ricca apparecchiatura con oggetti tipici dell'epoca: sulla tavola appare una tovaglia bianca e orlata di verde, scodelle, piatti di ceramica, boccali di maiolica, bottiglie e bicchieri di vetro, coltelli con manico di legno.
Una tavola così riccamente apparecchiata e imbandita di cibo è tipica dell'iconografia diffusa all'epoca nell'Italia settentrionale e centrale. Questa rappresentazione del banchetto, seppur meno legata alla classica raffigurazione della scena sacra, permetteva di coinvolgere maggiormente lo spettatore perché, oltre al significato religioso, evocava il clima di abbondanza tipico dei giorni festivi.

#### Il ciborio

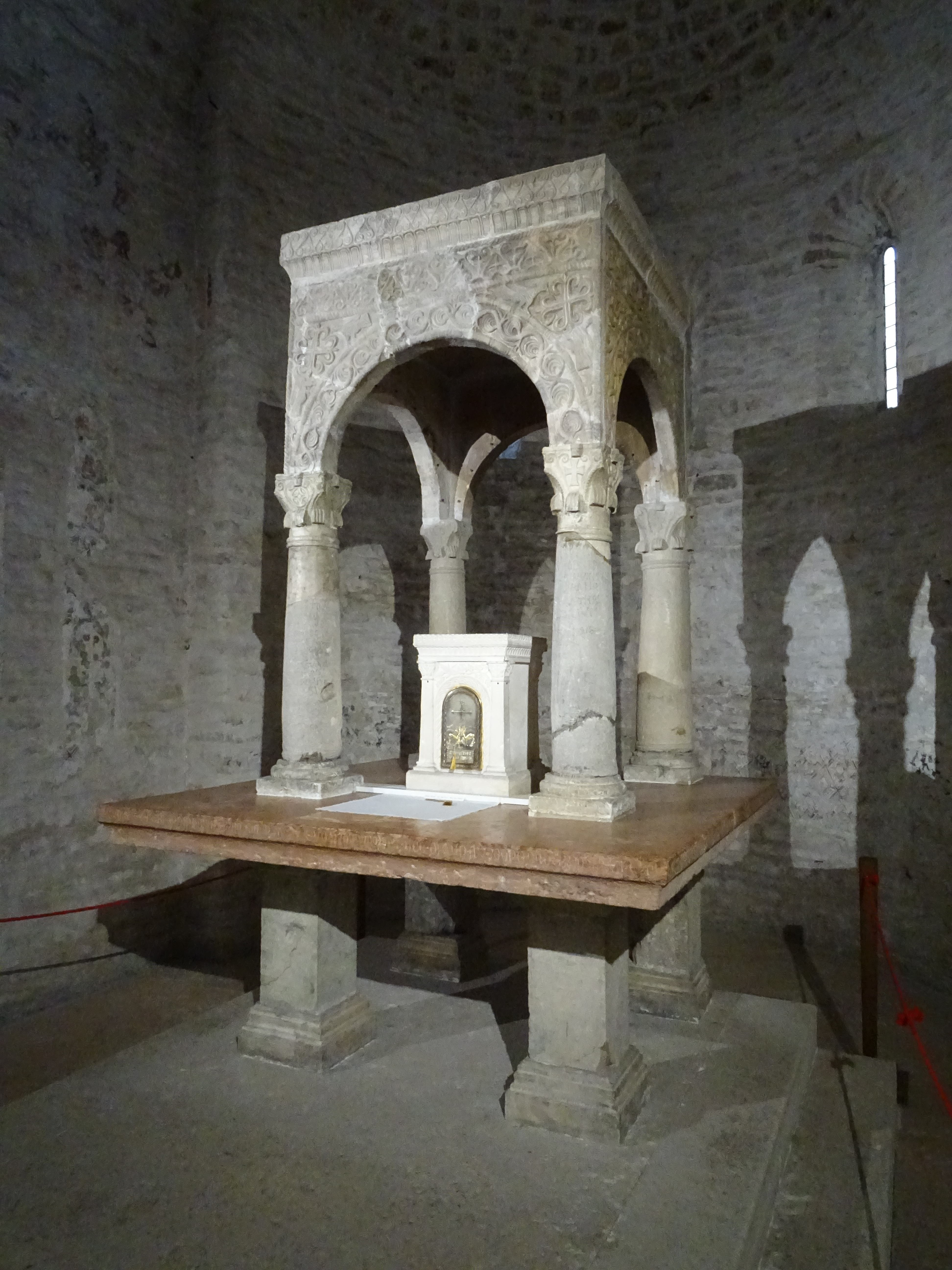
Il celebre ciborio

Nell'abside della pieve è conservata un'opera d'arte di grande valore storico e artistico: un ciborio longobardo ricostruito con elementi originali durante i lavori di restauro condotti tra il 1923 e il 1924. Caratterizzato in particolare da archetti interamente decorati a bassorilievo con cornici a motivi geometrici che racchiudono pennacchi con figure simboliche (pesci, pavoni, pani o soli o ruote di fuoco, tralci di vite, colombe e croci), di particolare interesse sono le iscrizioni presenti su due delle quattro colonnine, che riportano il seguente testo:
Le iscrizioni forniscono preziose informazioni sulla storia del ciborio. La sua realizzazione risale al regno di Liutprando (che regnò tra il 712 e il 744), all'epoca in cui la diocesi di Verona era guidata dal vescovo Domenico. Le iscrizioni permettono inoltre di conoscere i nomi dei rettori della chiesa, Vidaliano e Tancol, e di altri amministratori locali, Vergondo e Teodoalfo, indicati come scari, ovvero amministratori di beni regi a livello locale, che verosimilmente controllarono il lavoro degli scultori e ne curarono il pagamento. L'iscrizione menziona anche Refol, gastaldo nominato dal sovrano, incaricato della gestione dei beni regi e della rappresentanza degli interessi del re nel ducato di Verona. Infine, l'iscrizione riporta i nomi degli scultori: Orso, il capomastro, e i suoi allievi Iuvintino e Iuviano.
Il ritrovamento fortuito, nel corso di un secolo, di ben otto archetti scolpiti con motivi simbolici ha sollevato interrogativi sulla reale funzione del ciborio. Il numero di archetti, superiore a quanto necessario per un ciborio eucaristico posto sull'altare, e la loro diversità stilistica hanno indotto gli studiosi a ipotizzare che i pezzi che compongono il ciborio appartenessero in realtà a tre distinte strutture: un ciborio posto sull'altare maggiore, un battistero, probabilmente ottagonale, e un'iconostasi (che in origine poteva essere stata anche interamente in muratura con una sola porta centrale).

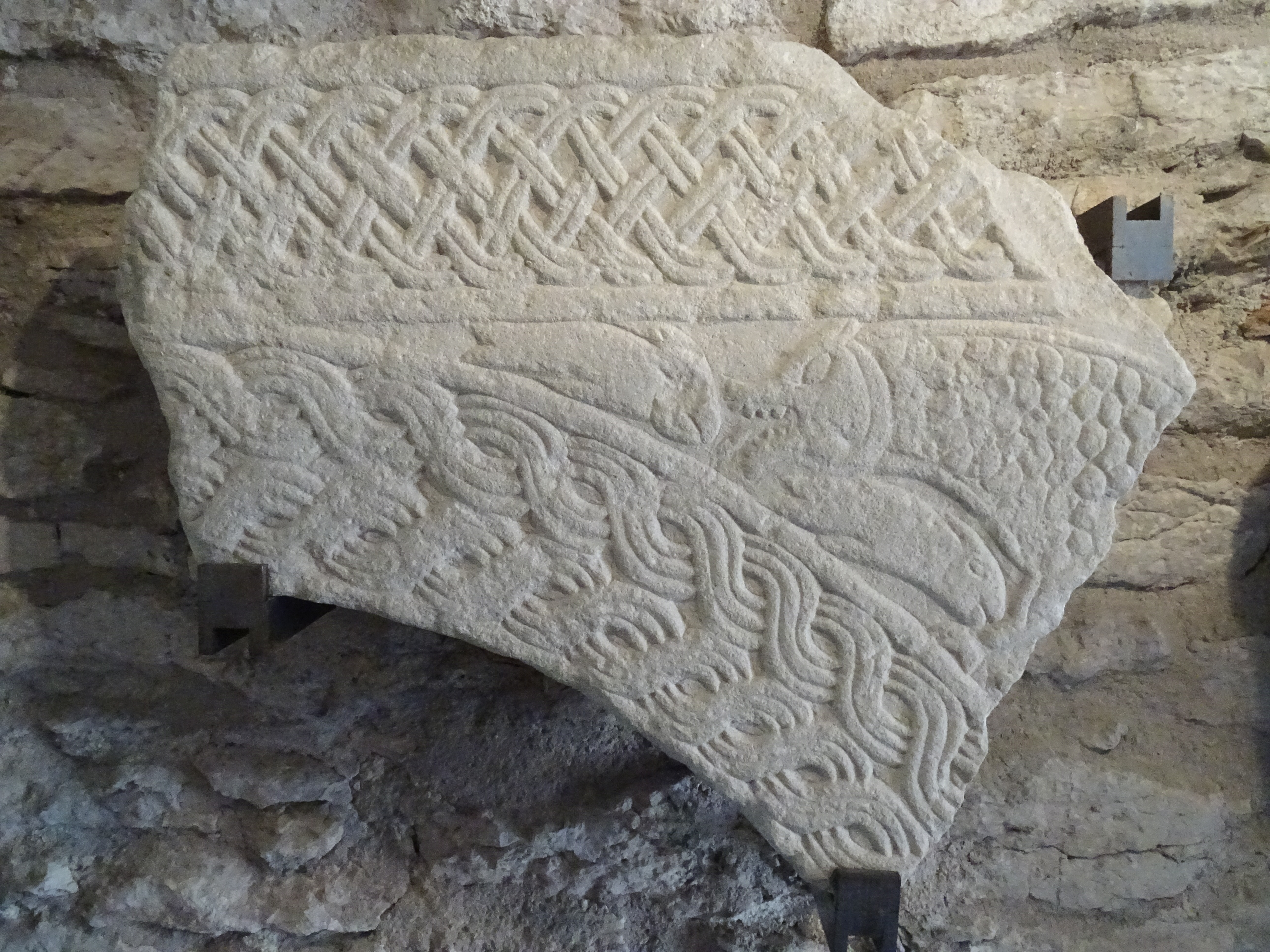
L'ultimo frammento ritrovato raffigurante un lupo, custodito all'interno del museo della Pieve

Questa ipotesi trova sostegno in diverse considerazioni. Innanzitutto, alcuni degli archetti presentano caratteristiche stilistiche incompatibili con l'idea di un unico monumento: di questi otto archivolti, infatti, cinque sembrano essere opera dello stesso scultore, mentre gli altri tre sembrano essere stati realizzati da uno o più artisti, differenti dal primo. In secondo luogo, l'analisi dell'ultimo frammento ritrovato, raffigurante un lupo, esclude la possibilità che l'archetto potesse essere disposto ad angolo retto, come invece sarebbe stato necessario per un ciborio eucaristico tradizionale.
L'ipotesi di un battistero è supportata dalla presenza di archetti decorati con motivi simbolici legati al battesimo e la citazione di san Giovanni Battista. Invece, l'ipotesi di una iconostasi è avvalorata dalla presenza di un archetto che sembrerebbe risalire a un'epoca leggermente successiva rispetto agli altri (X secolo). Inoltre è possibile che in occasione del terremoto del 1117 il ciborio e il battistero siano stati danneggiati gravemente e che gli archetti siano stati riutilizzati nell'iconostasi, sostituendo le parti in muratura con questi elementi.
Sulla base di queste considerazioni, emerge ipotesi che tra il IX e il X secolo a San Giorgio potrebbero aver coesistito contemporaneamente un ciborio, un battistero e una pergula.

## Museo

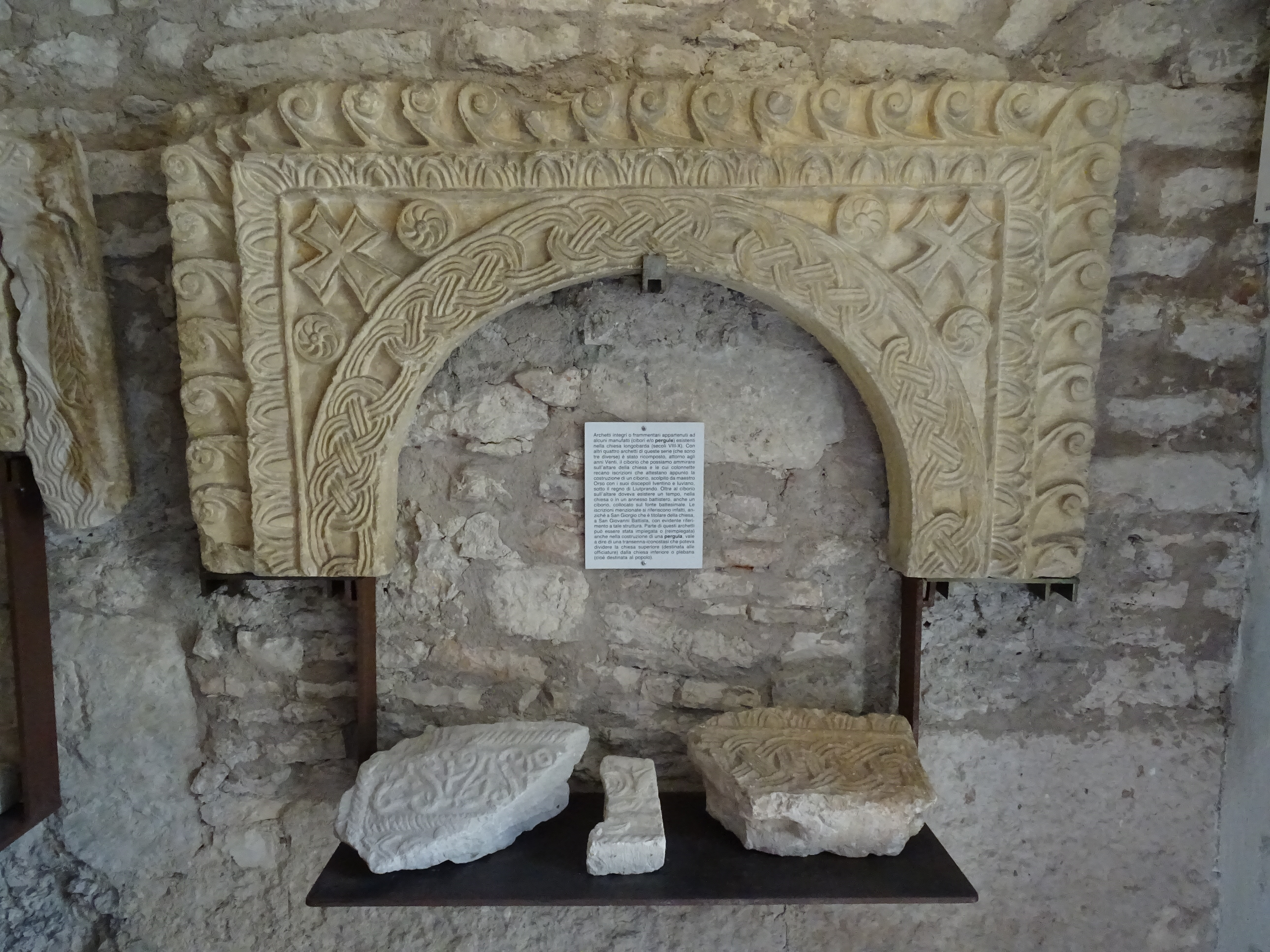
Uno dei frammenti originali dei ciborio, conservati presso il museo della Pieve

Adiacente all'edificio religioso si trova un piccolo museo che comprende sia una sezione etnografica, istituita negli anni settanta del Novecento, che documenta le attività e le tradizioni locali e all'interno della quale è allestita una cucina tipica della Valpolicella, sia una sezione archeologica. La realizzazione di quest'ultima fu curata dall'architetto Libero Cecchini e inaugurata nel 1992. Lungo il suo percorso espositivo sono ammirati manufatti rinvenuti in loco, tra cui are e iscrizioni romane, sculture e rilievi longobardi e carolingi, e oggetti d'arte di svariate epoche. Il percorso culmina nell'area archeologica coperta da un'interessante sequenza di quattro piastre sovrapposte, che permette sia di percepire lo scavo dall'esterno che di godere del paesaggio dall'interno dello stesso.

### Esplicative
1. ↑  Il soprannome "Ingannapoltron", nato forse nel XV secolo, deriva dalla lunga salita necessaria per arrivare al paese e dalla sua collocazione in un'area ricca di cave (da ganna, ovvero "petraia" o "cumulo di detriti"). In Bolla, p. 15.

### Bibliografiche
1. ↑  Bolla, p. 5.
2. ↑  Bolla, pp. 5-6.
3. ↑  Bolla, p. 7.
4. ↑  Bolla, pp. 7-8.
5. ↑  Bolla, pp. 8-10.
6. ↑  Silvestri, p. 90.
7. ↑  Silvestri, p. 92.
8. ↑  Tagliaferri, p. 52.
9. 1 2 3 4 5 6 7 8 9 10 11 12 13 14 15 16   Chiesa di San Giorgio Martire <San Giorgio di Valpolicella, Sant'Ambrogio di Valpolicella>, su Le chiese delle diocesi italiane, Conferenza Episcopale Italiana. URL consultato il 5 gennaio 2020.
10. ↑  Silvestri, p. 44.
11. 1 2 3 4  Bolla, p. 15.
12. 1 2  Silvestri, p. 91.
13. 1 2  Silvestri, p. 95.
14. ↑  Silvestri, pp. 93-95.
15. ↑  Silvestri, p. 92, p. 95.
16. 1 2 3  Bolla, p. 12.
17. ↑  Silvestri, pp. 95-96.
18. 1 2 3 4 5 6 7  Bolla, p. 14.
19. 1 2 3 4  Silvestri, p. 96.
20. ↑  Silvestri, pp. 92-93.
21. ↑  Silvestri, p. 94.
22. ↑  Bolla, pp. 12-13.
23. 1 2 3  Bolla, p. 13.
24. ↑  Piccoli, p. 53.
25. ↑  Piccoli, pp. 56-58.
26. ↑  Piccoli, p. 58.
27. ↑  Brugnoli, pp. 37-41.
28. ↑  Bolla, pp. 8-9.
29. ↑  Brugnoli, p. 41, p. 52.
30. ↑  Brugnoli, pp. 47-48, p. 53.
31. ↑  Brugnoli, p. 39, pp. 41-43, p. 52.
32. ↑  Brugnoli, p. 56.
33. ↑  Brugnoli, p. 62.
34. ↑  Brugnoli, p. 53.
35. ↑   Portale San Giorgio di Valpolicella - Il territorio, su sangiorgiovalpolicella.it. URL consultato l'8 agosto 2010 (archiviato dall'url originale il 20 marzo 2011).
36. ↑  Bogoni, pp. 431-435.